# Saint-Didier-sur-Beaujeu
Saint-Didier-sur-Beaujeu è un comune francese di 628 abitanti situato nel dipartimento del Rodano della regione Alvernia-Rodano-Alpi.

## Società

### Evoluzione demografica
Abitanti censiti